# Periferní tolerance
Periferní tolerance je část imunologické tolerance, která funguje na imunologické periferii (poté, co lymfocyty opustí primární imunologické orgány). Hlavním cílem periferní tolerance je zajistit aby auto-reaktivní T a B lymfocytů, které unikly centrální toleranci, nezpůsobily autoimunitní onemocnění. Mezi hlavní mechanismy periferní tolerance patří: ignorace antigenu, indukovaná anergie T buněk, klonální delece T buněk a jejich konverze na regulatorní T buňky (Treg). T buňky, které jsou také generovány během negativní selekce, dále tlumí efektorové funkce konvenčních lymfocytů . B buněčná tolerance je méně prostudována a nejspíše je do značné míry zajištěna selekcí T buněk, jelikož B buňky potřebují T buněčnou pomoc pro plnou maturaci.